# Nhà thờ Giáo xứ Đức mẹ Tuyết
Nhà thờ Giáo xứ Our Lady of the Snows trước đây được gọi là Nhà nguyện Máu, hay là Nhà thờ Krisztina (tiếng Hungary: krisztinavárosi Havas Boldogasszony-plébániatemplom), là một nhà thờ Công giáo nằm ở Quảng trường Krisztina, Krisztinaváros, Quận Várkerület (Quận Buda Castle), Budapest. Đây là một di tích được nhà nước bảo hộ.

## Lịch sử
Trong những năm cuối thế kỷ 17 và đầu thế kỷ 18, người dân Buda phải chịu đựng nạn dịch hạch chết chóc. Năm 1694, Péter Pál Franczin là một người quét dọn ống khói gốc Ý, sống một cuộc sống khiêm tốn ở Quận I. Ông thề rằng nếu ông ta và gia đình sống sót khỏi đại dịch, ông ta sẽ đi đến miền bắc nước Ý (Valle Vigezzo) để viếng thăm đền thờ Đức Mẹ Đồng Trinh Maria.
Sau chuyến hành hương, ông trở về Buda cùng với bản sao của thánh tượng đã được ban ân sủng. Ông dựng lên một nhà nguyện bằng gỗ trong vườn nho của mình. Nơi này sau này được đặt tên là Nhà nguyện Máu. Ông đặt thánh tượng vào đây. Trong một trận hỏa hoạn năm 1723, nhà nguyện đã bị cháy, nhưng may mắn thay thánh tượng vẫn được bảo tồn. Nhà nguyện sau đó được xây dựng lại bằng đá nay. Nơi đây trở thành nơi hành hương của các tu sĩ Dòng Tên, sau đó là các tu sĩ Dòng Cát Minh. Năm 1751, Nữ hoàng Maria Theresa cũng đến thăm thánh tượng. Năm 1757, Giáo hoàng Benedict XIV đã tham gia vào Lễ Đức Mẹ Tuyết trong Nhà nguyện Máu vào ngày 5 tháng 8.
Từ năm 1791 đến năm 1821, sinh sống và phục vụ tại đây là các tu sĩ dòng Phan Sinh từ Giáo xứ Lâu đài Buda.
Năm 1821, Nhà thờ Giáo xứ Đức Mẹ Tuyết tách ra, trở thành một nhà thờ hoạt động độc lập. Cha xứ đầu tiên của nhà thờ là Jakab Majsch. Trong cuộc vây hãm lâu đài Buda năm 1849, mái của nhà thờ bị hư hại nặng. Các chỗ bị hư hại sau này được József Hild sửa chữa.
Vào ngày 4 tháng 2 năm 1836, Bá tước István Széchenyi tổ chức đám cưới của mình với Crescence Seilern tại Nhà thờ Giáo xứ Đức Mẹ Tuyết.. Đứa con đầu lòng của họ, Bela Széchenyi đã được rửa tội tại đây vào đúng ngày kỷ niệm lễ cưới đầu tiên của cặp đôi, ngày 3 tháng 2 năm 1837.  Loránd Eötvös, người sau này được bệnh danh là "hoàng tử vật lý" cũng được làm lễ rửa tội tại đây vào ngày 5 tháng 8 năm 1848 khi mới 10 ngày tuổi.  Vào ngày 1 tháng 6 năm 1857, đám cưới của Tiến sĩ Ignaz Semmelweis và  Mária Weidenhoffer đã được tổ chức tại đây. Từ năm 1877 đến năm 1978, vị mục sư János Csernoch trẻ tuổi, sau này trở thành hồng y, tổng giám mục của Vương quốc Hungary, đã ở đây trong một năm.
Vào ngày 22 tháng 6 năm 1919, József Cserny tấn công 50 lính áo đỏ tại lễ hội Corpus Christi- Lễ Mình và Máu Thánh Chúa Kito của nhà thờ. Tiến sĩ Artúr Dénes đã bị giết trong cuộc tấn công.
Từ năm 1956 György Czigány thường xuyên biểu diễn tại nhà thờ.
Năm 1993, giáo xứ thành lập Trường Tiểu học Công giáo Szent Gellért, năm 1997 mở rộng thành trường liên cấp gồm 12 khối. Trong không gian giữa nhà thờ và khu trường học, có đặt một bản sao của bức tượng Đức Mẹ Vô Nhiễm Nguyên Tội lâu đời nhất ở Budapest (bản gốc đã được vận chuyển đến Bảo tàng Metropolitan vào năm 1927).

## Bộ sưu tập

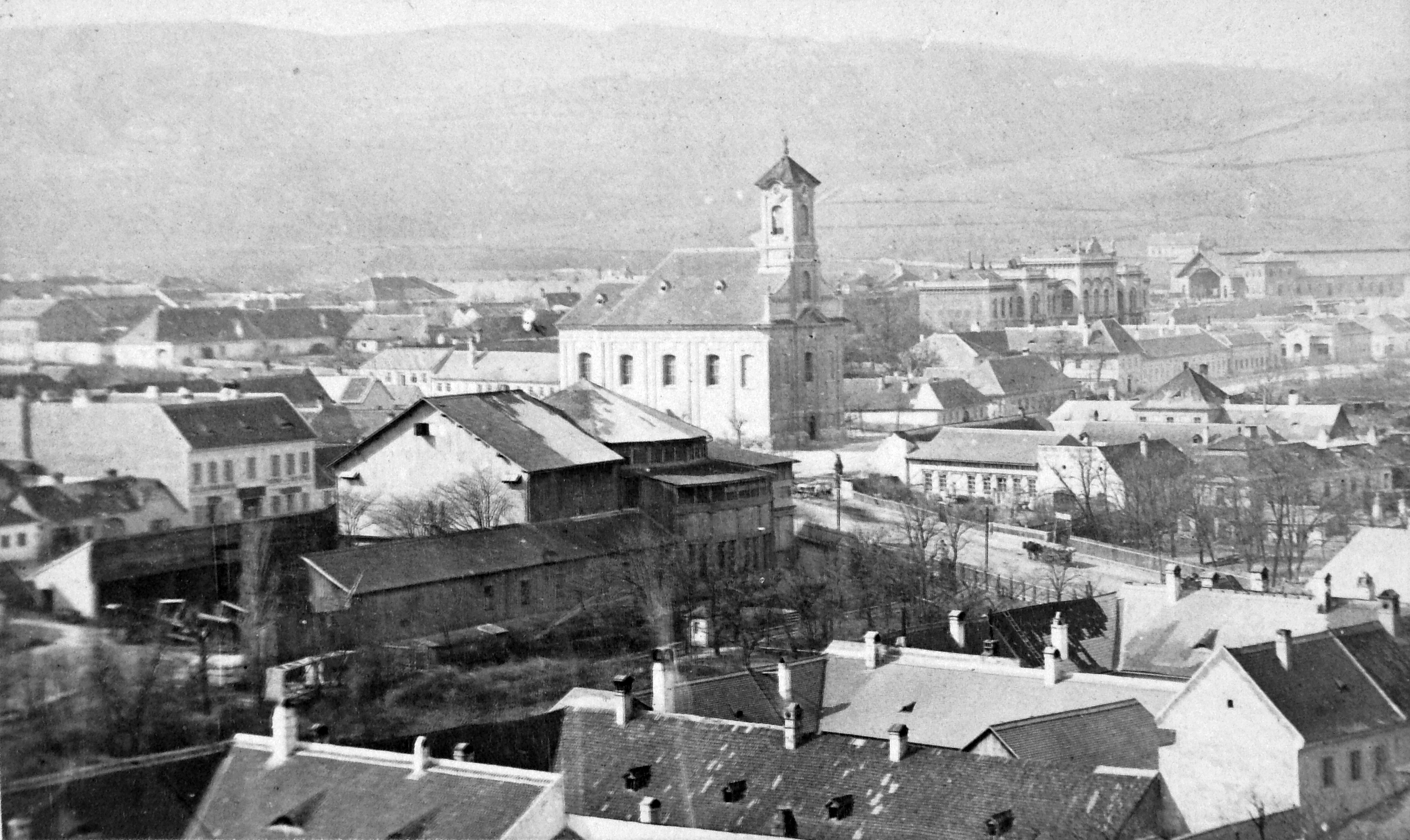
Khung cảnh Krisztinaváros năm 1875: tòa nhà Buda Color Circle ở phía trước, nhà thờ Đức mẹ Tuyết ở trung tâm, Cung điện Karátsonyi ở bên phải, phía sau Nhà ga đường sắt Budapest-Déli
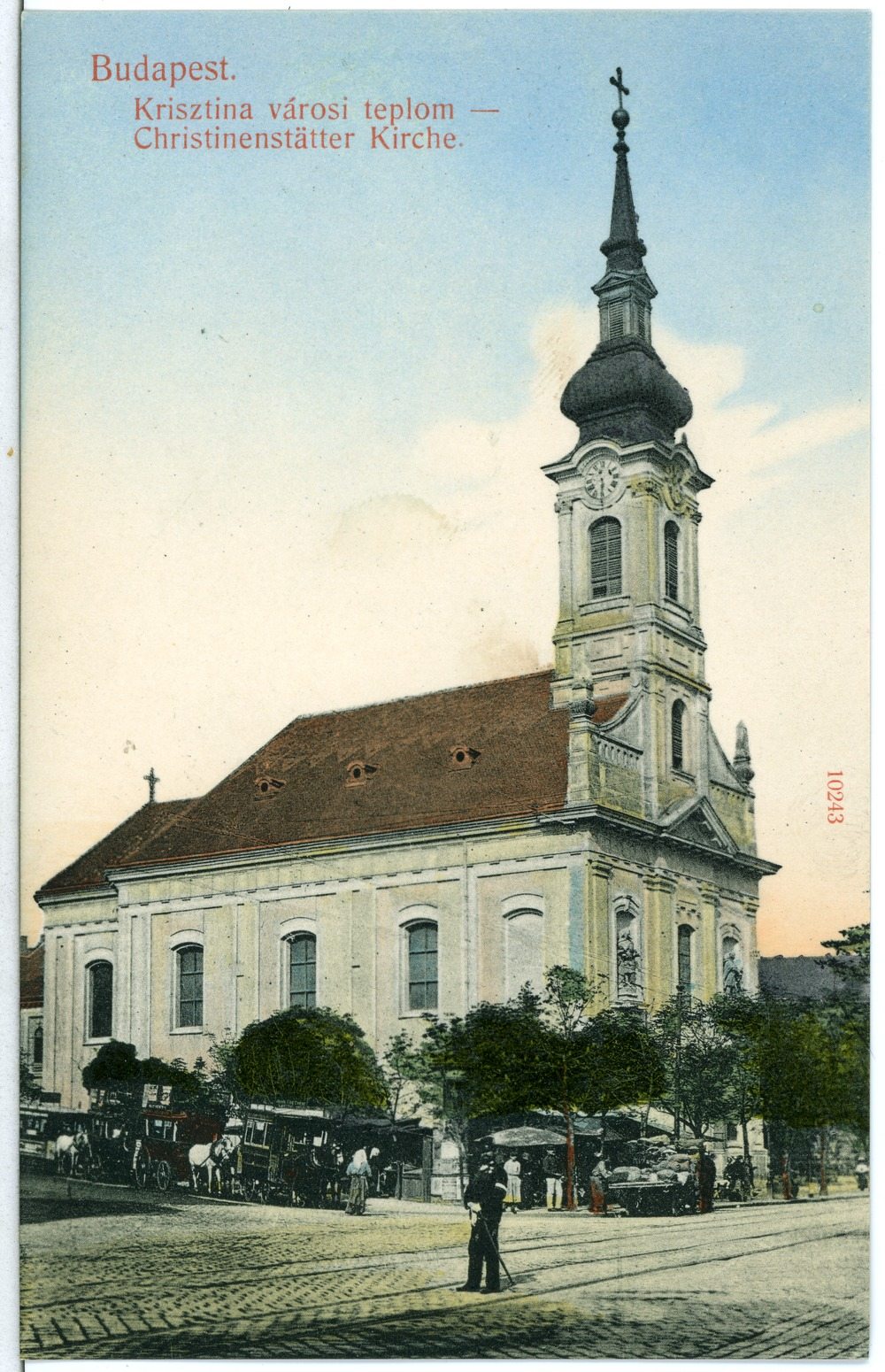
Ảnh chụp nhà thờ năm 1908
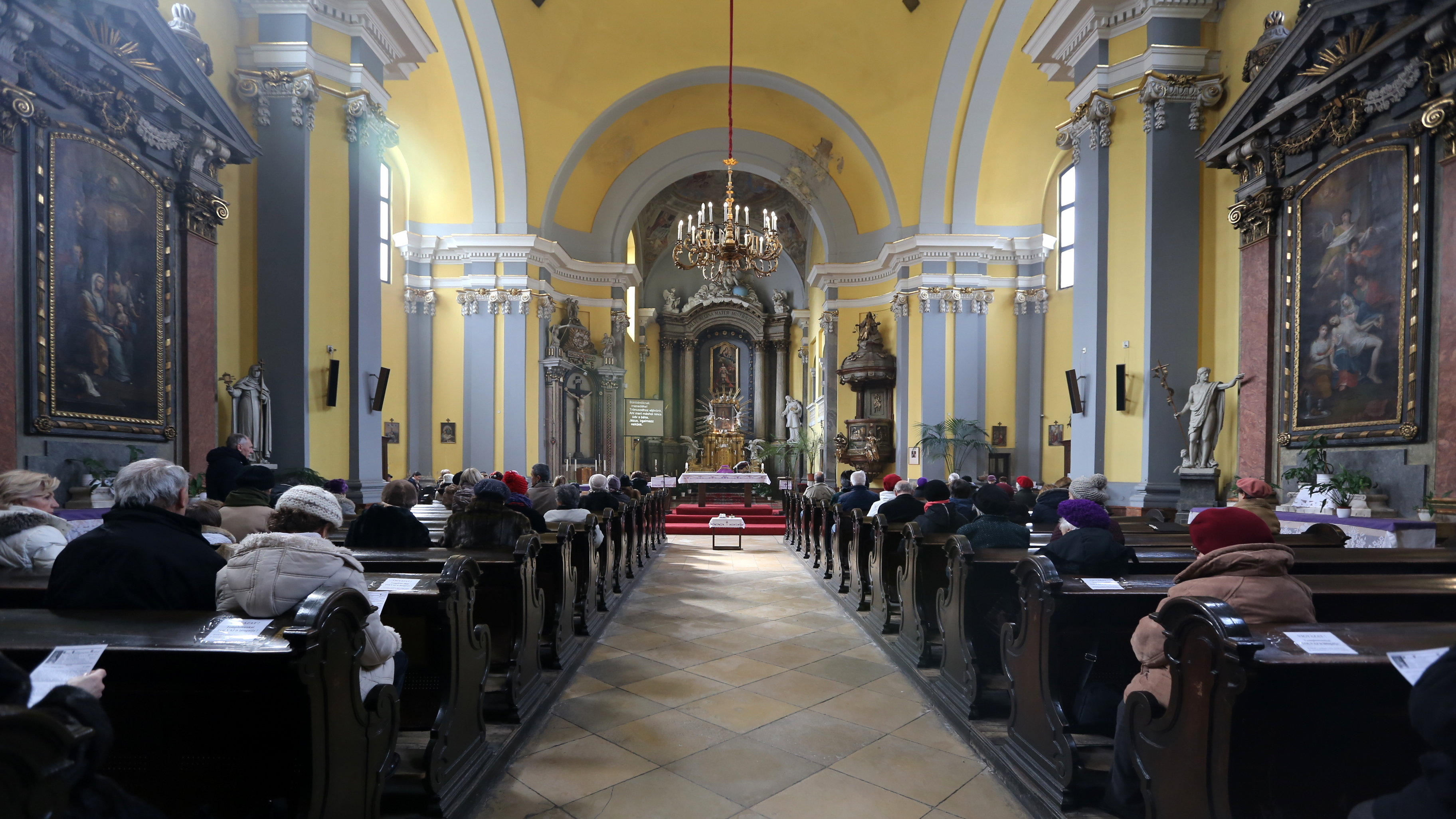
Quang cảnh bên trong nhà thờ